# Mária Gulácsy
Mária Gulácsy, född 27 april 1941 i Berehove, död 13 april 2015 i Budapest, var en ungersk fäktare.
Gulácsy blev olympisk silvermedaljör i florett vid sommarspelen 1968 i Mexico City.